# Nawrot czerwonobłękitny
Nawrot czerwonobłękitny (Aegonychon purpurocaeruleum (L.) Holub) – gatunek rośliny należący do rodziny ogórecznikowatych. Występuje w południowej i środkowej Europie oraz w Azji Zachodniej i na Kaukazie. W Polsce tylko w zachodniej części kraju (Bielinek nad Odrą). Czasami bywa uprawiany jako roślina ozdobna.

## Morfologia

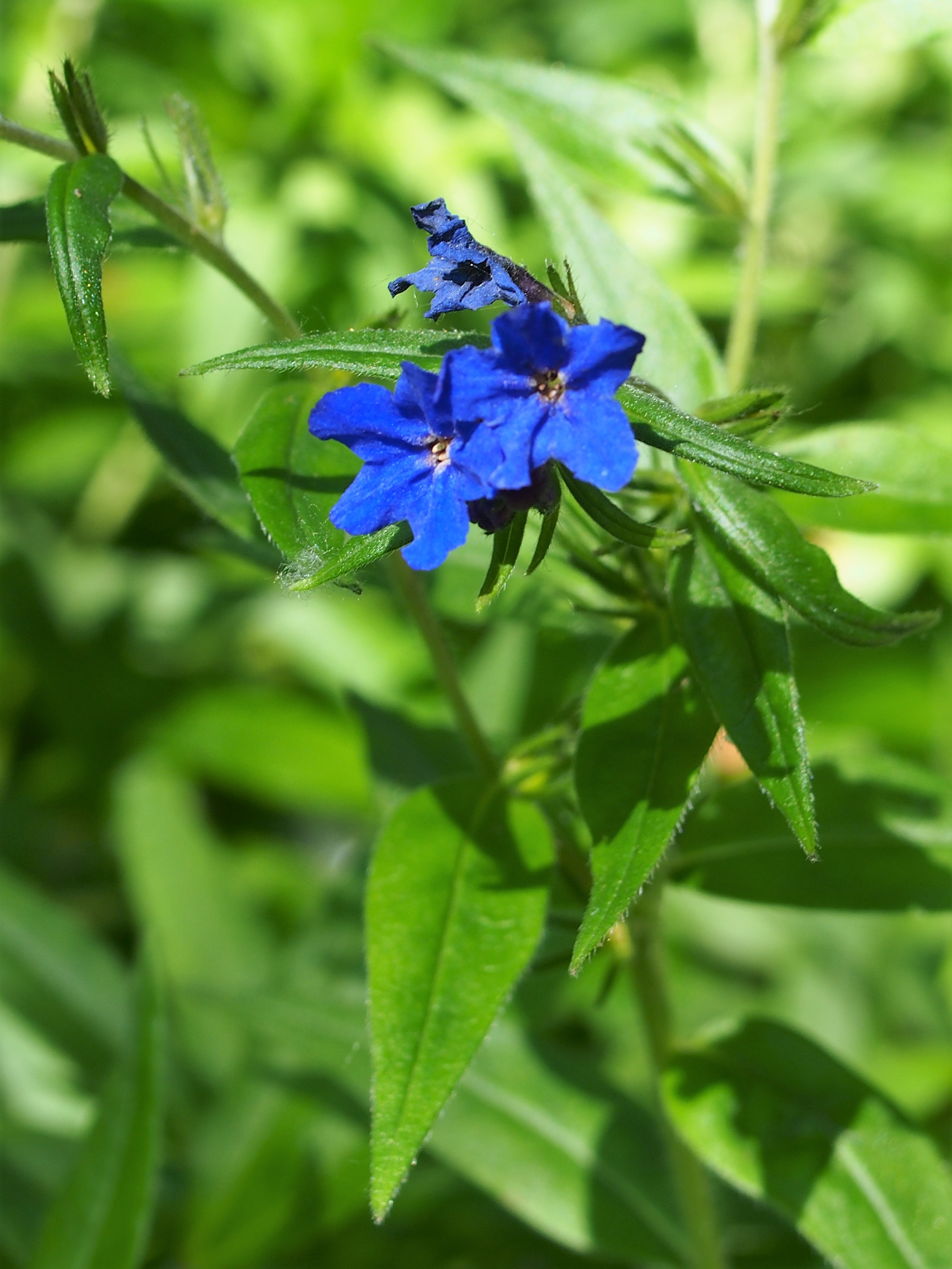
Kwiaty

PokrójBylina, szorstko owłosiona, 30–60 cm wysokości. Pędy płonne wyginają się łukowato ku ziemi i ukorzeniają się.
KłączePod ziemią posiada grube, pełzające kłącze.
ŁodygaLiczne łodygi, początkowo wzniesione, potem pokładające się, u góry rozgałęzione.
LiścieWąskolancetowate, zaostrzone, długość do 7 cm.
KwiatyKorona kwiatu o średnicy 1–1,5 cm, rurka kwiatowa dłuższa, początkowo czerwona, po przekwitnięciu niebieska, bez osklepek.
OwoceBiałe, gładkie rozłupki o długości 3,5–5 mm.

## Biologia i ekologia
Bylina, hemikryptofit. Siedlisko: widne, suche lasy liściaste i zarośla, chętnie na wapieniach. W klasyfikacji zbiorowisk roślinnych gatunek charakterystyczny dla O. Quercetalia pubescenti-petraeae, Ass. Quercetum pubescenti-petraeae. Kwitnie od kwietnia do czerwca.

## Zagrożenia i ochrona
Informacje o stopniu zagrożenia na podstawie:
- Polskiej czerwonej księgi roślin (2001)[8] – gatunek narażony (kategoria zagrożenia VU); 2014: krytycznie zagrożony (CR)[9].
- Czerwonej listy roślin i grzybów Polski (2006)[10] – gatunek wymierający, krytycznie zagrożony (kategoria zagrożenia E); 2016: CR (krytycznie zagrożony)[11].